# École de Karhula
L'école de Karhula (en finnois : Karhulan koulu) est une école secondaire et 
un lycée situés dans le quartier de Karhula à Kotka en Finlande.

## Description
À l'école de Karhula, les élèves apprennent les langues, la religion, l'histoire, des savoirs sur la santé et les sciences sociales.
Au centre d'études Karhu, les élèves étudient la géographie, la biologie, la physique, la chimie, l'informatique, les mathématiques, la musique, les arts visuels, la maison et l'artisanat. Pour les lycéens, seules les matières artistiques ont été placées dans le nouveau centre d'études Karhu.

## Anciens élèves
- Juho Eerola